# خوليو كاستيلو
خوليو كاستيلو (مواليد 10 مايو 1988) هو ملاكم إكوادوري، مثّل بلاده في الألعاب الأولمبية الصيفية 2012.

## روابط خارجية
خوليو كاستيلو على موقع بوكس ريك (الإنجليزية) (registration required)
- خوليو كاستيلو على موقع اللجنة الأولمبية الدولية (الإنجليزية)
- خوليو كاستيلو على موقع اللجنة الأولمبية الدولية (الإنجليزية)
- خوليو كاستيلو على موقع أوليمبيديا (الإنجليزية)